# 다이버시티 도쿄

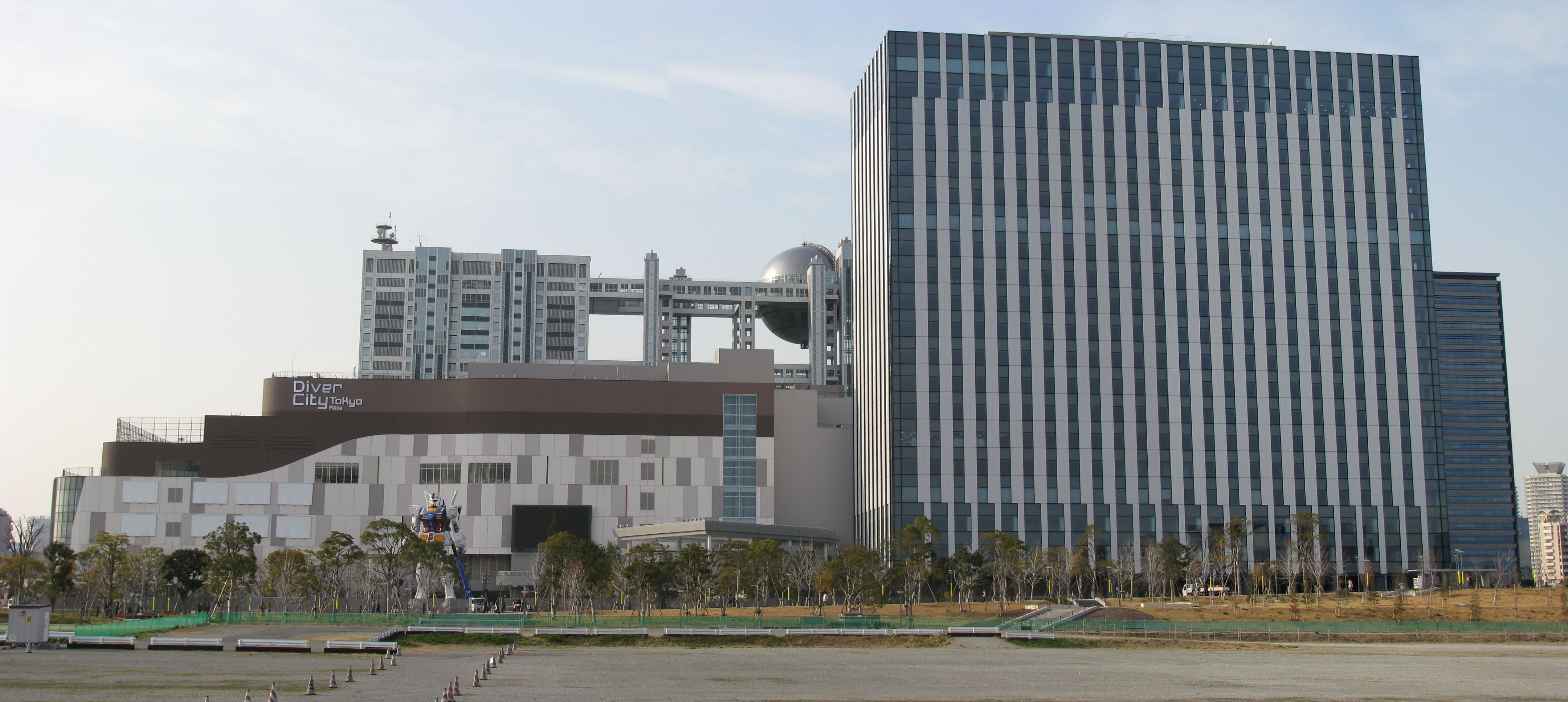
다이버시티 도쿄

다이버시티 도쿄(영어: DiverCity Tokyo, 일본어: ダイバーシティ東京 다이바시티 도쿄[*])는 일본 도쿄도 고토구 아오미에 위치한 복합 상업 시설 및 사무실 건물이다. 미쓰이 부동산 상업 매니지먼트가 운영 · 관리하는 다이버시티 도쿄 플라자와 산케이 빌딩이 운영 · 관리하는 다이버시티 도쿄 오피스 타워로 구성되어 있다.